# Magnus Jonsson (musiker)
Magnus Logevik, tidigare Magnus Jonsson Szatek, född 17 mars 1978, är en svensk musiker (trumpet, bas, trombon och klaviatur).
Logevik är medlem i Florence Valentin. 
Han har även spelat med Moneybrother (2008–2009), Existensminimum (2005–2006) & Thunder Express (2004) samt medverkat live och på skiva med band och artister som: Stefan Sundström, Johan Johansson, Club Killers, Kevin Rowland, DKT/MC5 , The Solution , Shout Out Louds, Perssons Pack, Ingenting (musikgrupp), Parker Lewis, Twopointeight, Pernilla Andersson, Those Dancind Days, Nicke Borg, Diamond Dogs, Electric Boys m.fl.